# Hadrian (imię)
Hadrian – imię męskie wywodzące się od łacińskiej nazwy własnej Hadria.
W Polsce imię to poświadczone jest trzykrotnie w dokumentach Uniwersytetu Jagiellońskiego w postaci „Adryjan”. Obocznym imieniem, po zaniku głoski -h, jest Adrian. 
Hadrian imieniny obchodzi: 4 marca, 5 marca, 8 lipca, 8 września i 8 listopada.
Żeński odpowiednik: Hadriana

## Osoby noszące imię Hadrian
- cesarz Hadrian
- Hadrian z Cezarei, męczennik[1]
- papież Hadrian I
- papież Hadrian II
- papież Hadrian III
- papież Hadrian IV
- papież Hadrian V
- papież Hadrian VI